# Ернест Антві
Мастер Ернест Антві Ньярко або просто Ернест Антві (англ. Master Ernest Antwi Nyarko; нар. 9 вересня 1995, Аккра, Гана) — ганський футболіст, нападник клубу «Докса Катокопіас».

## Життєпис
Народився в Аккрі. На батьківщині захищав кольори клубу «Туду Міті Джетс».
У 2014 році переїхав до Португалії, де підписав контракт з «Фаренсе». Так і не зігравши жодного офіційного матчу за нову команду, наступного року перейшов до «Олівейри ду Хоспітал». У складі цієї команди дебютував 18 січня 2015 року в нічийному (1:1) домашньому поєдинку 18-о туру в третьому дивізіоні португальського чемпіонату проти «Мортагуа». Ернест вийшов на поле на 88-й хвилині, замінивши Коне Ібрагіма. Дебютним голом за «Олівейру» відзначився 28 березня 2017 року на 68-й хвилині нічийного (2:2) виїзного поєдинку 7-о туру чемпіонату Португалії проти «Пампільйоси». Ернест вийшов на поле на 65-й хвилині, замінивши Педру Кане. У складі «Хоспіталя» зіграв 11 матчів та відзначився двома голами. На початку сезону 2015/16 років приєднався до «Авеша», у футболці якого дебютував 8 серпня 2015 року в програному (0:1) домашньому поєдинку 1-о туру Сегунда-Ліги проти «Спортінга» (Ковілья). Ньярко вийшов на поле в стартовому складі, а на 67-й хвилині його замінив Лі Руі. У другому дивізіоні чемпіонату Португалії зіграв 11 матчів, 2 поєдинки провів у національному кубку та 1 матч у кубку Ліги, по завершенні першої частини сезону залишив команду.
Після відходу з «Авеша» приєднався до «Уніан Лейрія». У новому клубі дебютував 28 лютого 2016 року в програному (1:2) домашньому поєдинку Третього дивізіону проти «Прімейру Дісембру». Ернест вийшов на поле на 60-й хвилині, замінивши Жоау Віейлу. Дебютним голом за «Лейрію» відзначився 26 березня 2016 року на 88-й хвилині нічийного (2:2) виїзного поєдинку 7-о туру чемпіонату португалії проти «Каса Пія». Ньярко вийшов на 76-й хвилині, замінивши Кирила Костіна. У липні 2017 року побував на перегляді в представника російської Прем'єр-ліги ФК «Ростов», проте перехід не відбувся й гравець повернувся до Португалії. У команді відіграв три з половиною сезони. За цей час у складі «Лейрії» в чемпіонаті Португалії зіграв 90 матчів (32 голи), ще 1 поєдинок провів у кубку Португалії.
Наприкінці липня 2019 року підписав контракт з «Рухом». За рік форвард провів за команду 28 матчів (з них — 3 в УПЛ) у футболці «Руху», забив 4 голи та віддав два асисти, після чого у жовтні 2020 року покинув команду і став гравцем іншої команди з цього міста, клубу «Львів».